# Triptyque Ecce Homo
Le triptyque Ecce Homo, ainsi dénommé en raison du sujet de son panneau central, est un triptyque brabançon du début du XVIe siècle, attribué à l'atelier de Jérôme Bosch et conservé au Musée des beaux-arts de Boston.

## Description
Centré sur un épisode la Passion du Christ (73,4 × 58,4 cm) et encadré par une paire de volets représentant des saints et des donateurs (69,3 × 26 cm chacun), le triptyque surmonte une prédelle (15,5 × 68,4 cm) représentant les Arma Christi.

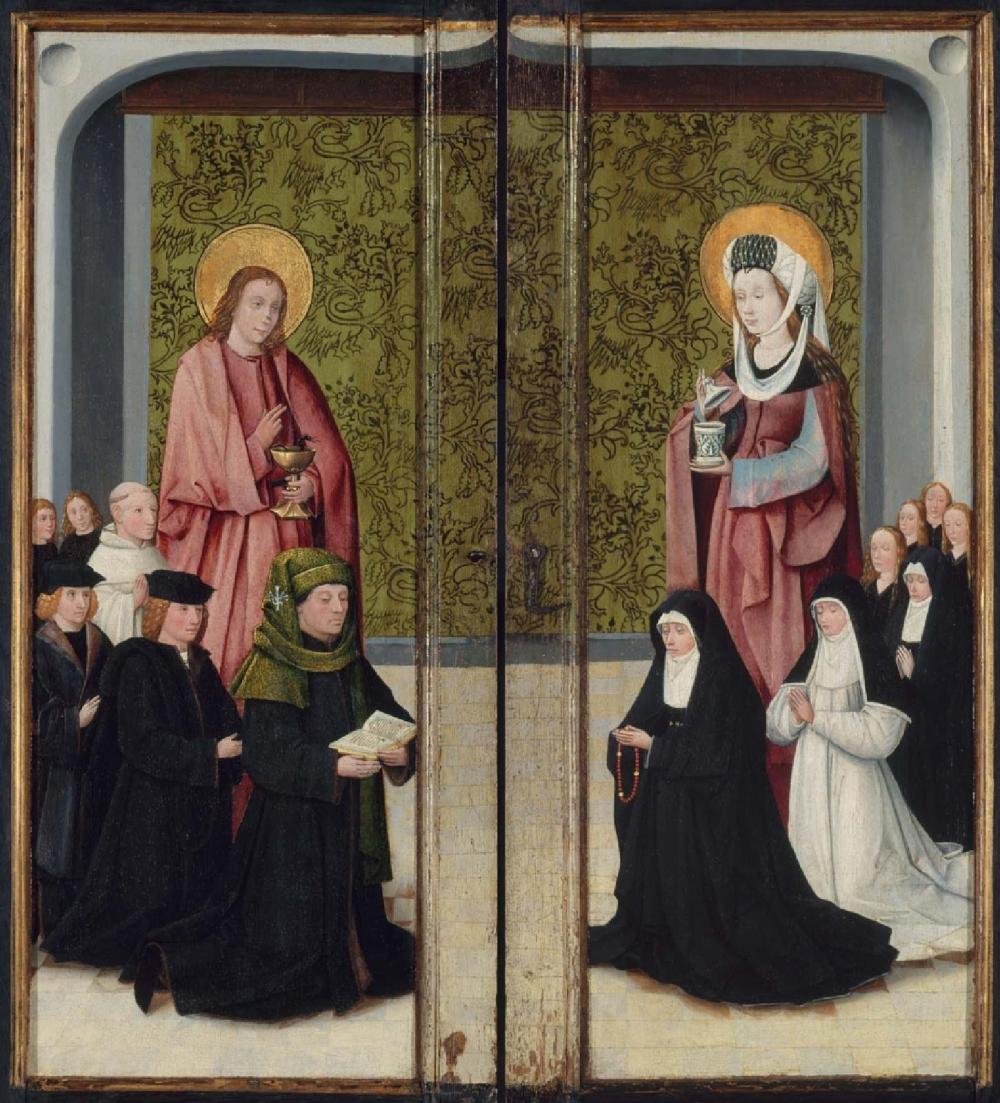
Le triptyque fermé.

Fermé, le triptyque montre, sous un arc surbaissé, une famille de donateurs agenouillés en prière. Les hommes sont groupés sur le volet de gauche, sous l'intercession de saint Jean, saint patron de la collégiale de Bois-le-Duc, tandis que les femmes sont représentées sur le volet de droite, sous l'égide de sainte Marie de Béthanie. Le chef de famille se distingue par son chaperon vert orné de l'insigne de la confrérie Notre-Dame de Bois-le-Duc, symbole marial représentant un lys entre des épines.
En 1998, Godfried Christian Maria van Dijck a identifié ce personnage au notaire Franco (ou Vranck) van Langel († 1497), l'un des quatre secrétaires communaux de Bois-le-Duc, ville où travaillait Jérôme Bosch. Un document de 1481 prouve d'ailleurs que le peintre a côtoyé ce compatriote notable. L'épouse de Van Langel, symétriquement placée en tête du groupe des femmes, est Heylwich van der Rullen († 1494). La deuxième femme derrière elle, vêtue comme elle du costume austère propre aux femmes mariées, est sa fille Henrickxen († 1500-1501). Cette dernière a épousé en 1498-1499 Peter van Os. Né avant 1467 et mort en 1542, Van Os était le clerc de Van Langel en 1483, avant de devenir à son tour secrétaire communal après la mort de son beau-père. On lui doit une chronique de la ville de Bois-le-Duc et du duché de Brabant (1513-1515).
Parmi les garçons du couple Van Langel-Van der Rullen, un moine tonsuré et vêtu de blanc se distingue tout particulièrement : il s'agit de Jan van Langel († 1539-1540), entré au prieuré cistercien de Mariëndonk à Elshout le 24 juin 1503. Parmi les filles, l'habit blanc de chanoinesse régulière désigne Lysbeth van Langel, entrée avant 1481 au couvent de Béthanie sur le Windmolenberg (Bois-le-Duc). Sainte Marie de Béthanie (confondue à l'époque avec Marie de Magdala) était la patronne de ce couvent, ce qui explique sa présence prééminente au sein du groupe des femmes.
La face intérieure des volets latéraux présente un couple de donateurs à genoux. Sur le volet de gauche, on reconnaît Peter van Os, gendre de Franco van Langel, grâce à son écu et à la présence de son saint patron, saint Pierre. Sur son vêtement est épinglé un insigne semblable à celui qu'arbore son beau-père de l'autre côté du volet : les deux hommes étaient en effet frères jurés de la même confrérie. Sur le volet de droite, on retrouve Henrickxen van Langel, identifiable par son écu associant les armoiries de ses parents. Près de ses genoux, un bébé emmailloté représente probablement un enfant du couple mort immédiatement après sa naissance. Henrickxen est accompagnée par sainte Catherine d'Alexandrie, dont les instruments du martyr, représentés derrière elle, figuraient sur l'insigne de la confrérie Sainte-Catherine de Bois-le-Duc. On peut également supposer que Catherine pourrait être le prénom donné à l'enfant mort-né.
Le panneau central représente la scène de l’Ecce homo : Jésus Christ, les mains liés et couronné d'épines, est présenté par Ponce Pilate à la foule, qui réclame sa crucifixion (Jean 19:5-6). En arrière-plan, dans le cadre d'un paysage urbain, on aperçoit un épisode ultérieur de la Passion, le portement de la croix. La scène principale, et surtout le groupe d'hommes à droite du premier plan, est une copie libre de l'Ecce Homo de Francfort, que les spécialistes s'accordent à placer parmi les plus anciennes œuvres conservées de Bosch (autour de 1485).

Triptyque ouvert
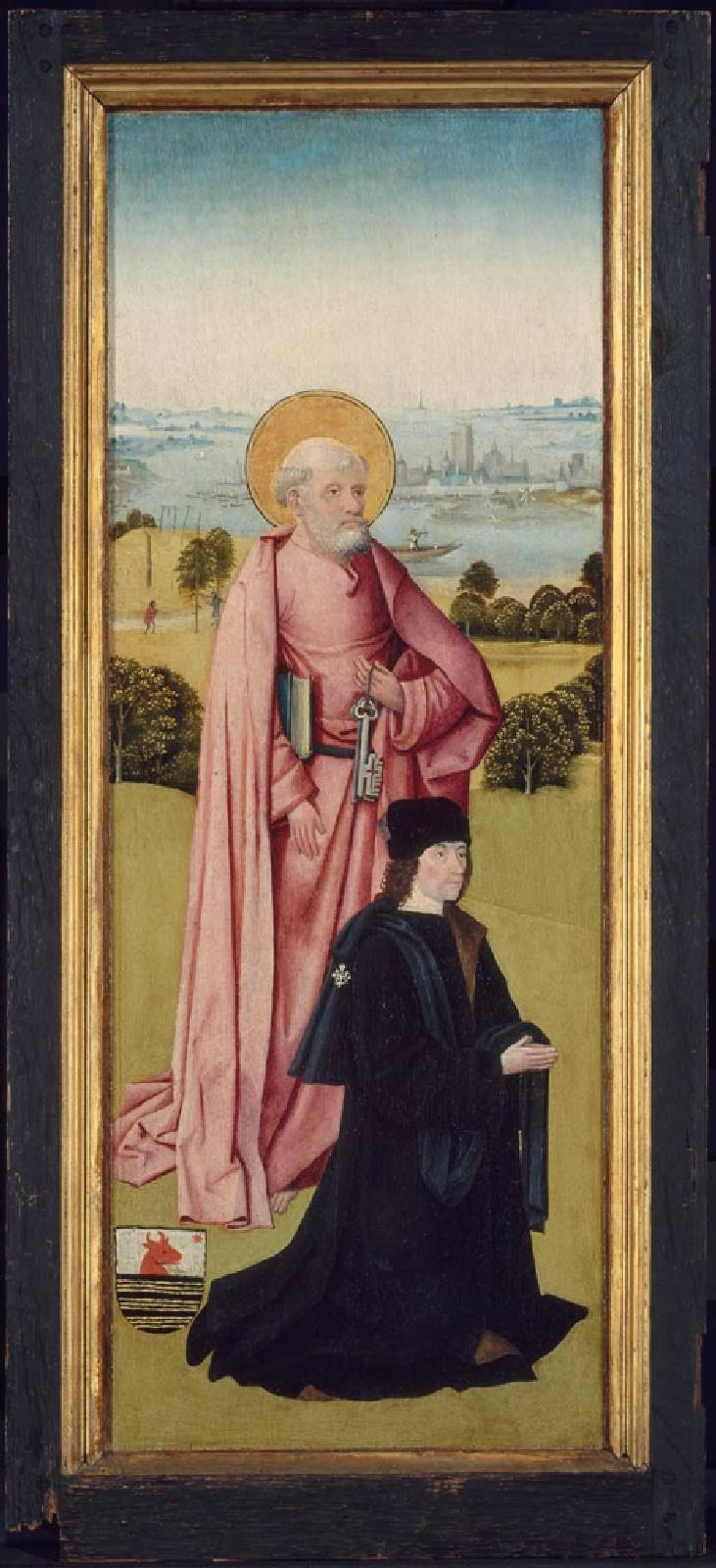
Peter van Os et saint Pierre.
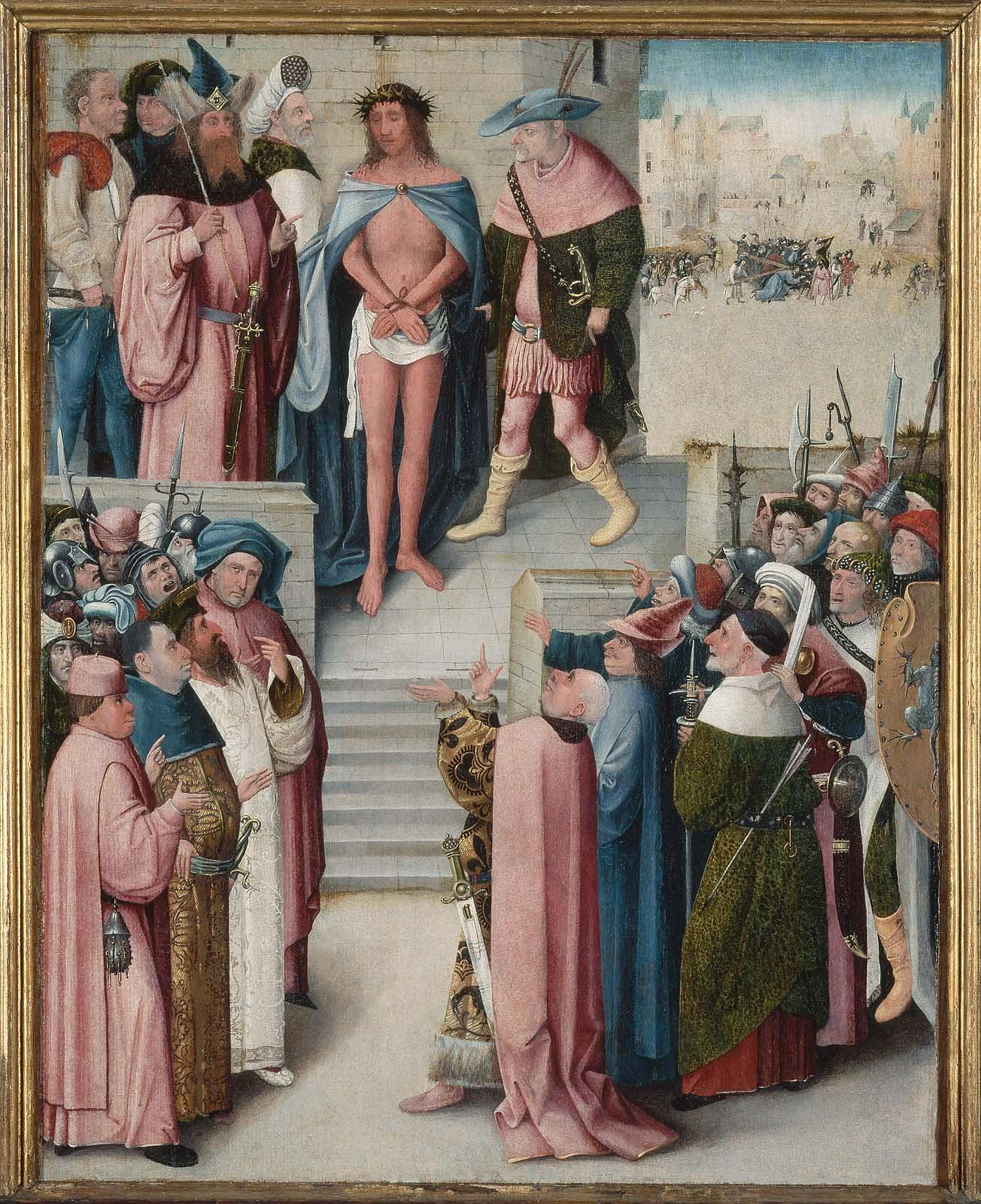
Ecce Homo du panneau central.
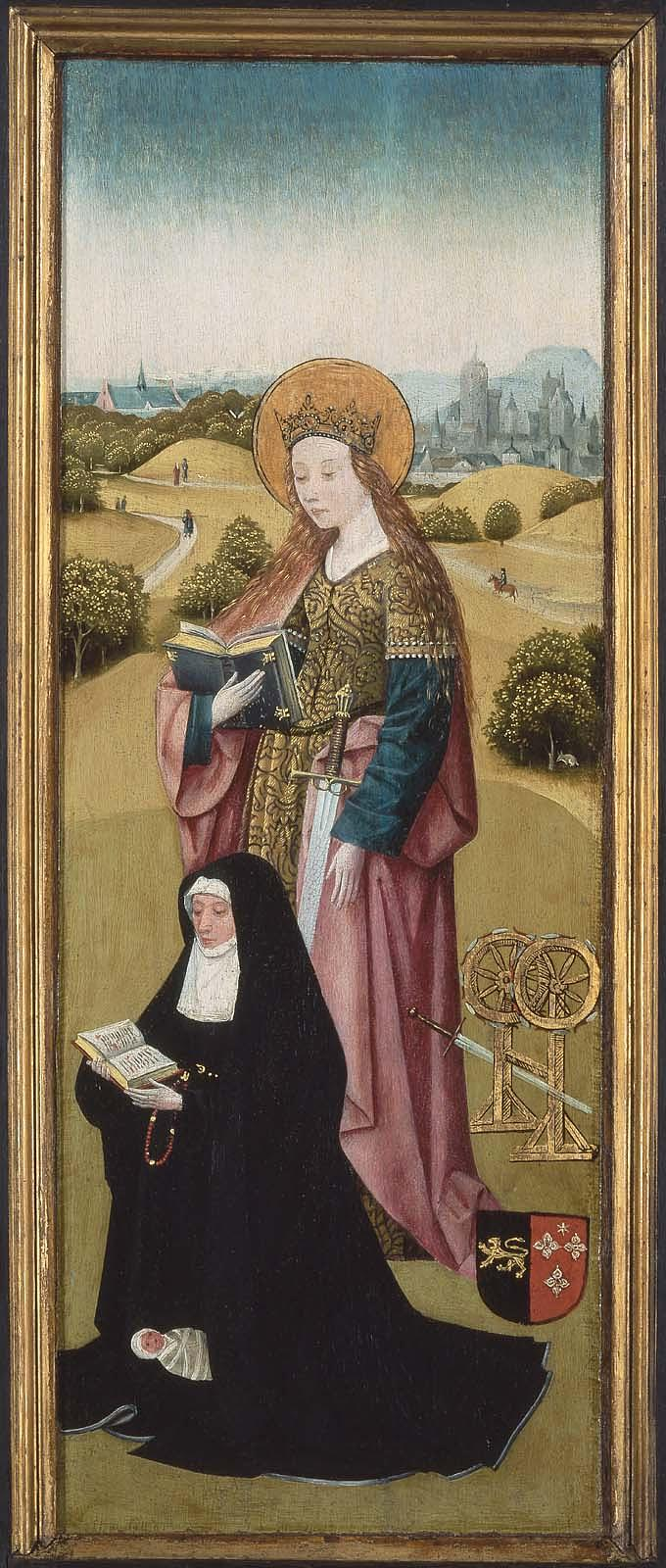
Henrickxen van Langel et sainte Catherine.

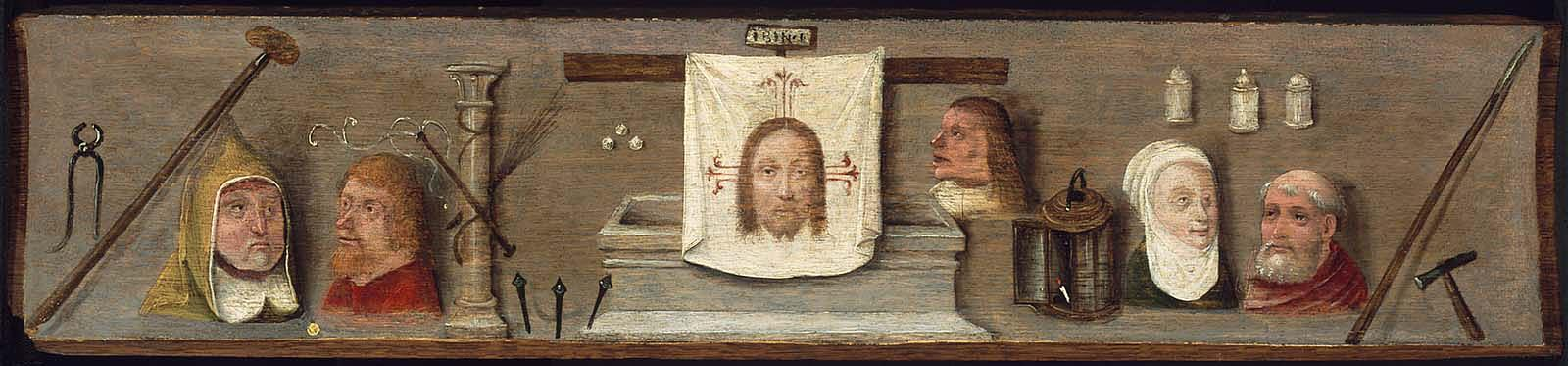
Prédelle avec les instruments de la Passion.

## Datation
L'examen dendrochronologique du bois du panneau central date de 1478 l'anneau le plus jeune du duramen. En ajoutant une moyenne de neuf anneaux d'aubier retirés lors de la fabrication des panneaux ainsi que deux années pour le séchage et de façonnage, on obtient 1489 comme terminus post quem, mais 1491 semble constituer une date initiale encore plus vraisemblable. L'analyse du bois de la prédelle, probablement réalisée en même temps que les volets latéraux du retable, présente des résultats similaires, à quatre années près. Les experts du BRCP estiment cependant que le panneau central aurait été réalisé vers 1495-1500, avant les volets et la prédelle, qui auraient été ajoutés par la suite afin de former un triptyque-mémorial.
Nous savons que les frères jurés de la confrérie Notre-Dame arboraient, lors de leurs réunions, un chaperon de couleur différente selon les années liturgiques. En se basant sur des documents du XVIe siècle, il parait logique d'associer l'arrière-plan de brocart vert du retable fermé ainsi que le chaperon vert de Van Langel à l'année 1497-1498, qui est celle de la mort du notaire, tandis que le vêtement bleu de Van Os correspond à l'année 1500-1501.
Il est donc probable que la face intérieure des volets ainsi que la prédelle ont été réalisées à la demande de Peter van Os en 1500-1501, peu de temps avant ou après la mort (en couches ?) de son épouse mais en tout cas avant son second mariage en 1503, tandis que le revers des volets a été peint en 1503, à l'occasion de l'entrée dans les ordres de Jan van Langel. Le triptyque devait être accroché près des tombes des familles van Langel et van Os, vraisemblablement situées dans l'église des dominicains de Bois-le-Duc, dont saint Pierre était d'ailleurs le patron.
Cette datation se fonde ainsi largement sur les identifications proposées en 1998 par G.C.M. van Dijck. Or, celles-ci pourraient être remises en cause sur plusieurs points de détail : le cistercien Jan van Langel ne serait pas le fils mais plutôt le petit-fils de Franco van Langel, tandis que dans l'armorial de la confrérie de Notre-Dame, les armes qui correspondent le mieux à l'écu du volet gauche ne seraient pas celles de Peter van Os senior mais davantage celles de son fils, Peter van Os junior (1511-1558). Le triptyque pourrait dès lors être plus récent (vers 1540).
Colin Eisler et Frédéric Elsig proposent quant à eux une datation autour de 1510.

## Historique
Le triptyque est signalé pour la première fois en 1888, quand il est mis en vente à Londres. Il appartient ensuite à la collection londonienne de Charles Holden-White.
En 1948, il est acquis par Gerald Kerin, qui le revend en 1951 au marchand d'art Arthur Kauffmann. Deux ans plus tard, en 1953, le panneau central est mis en vente à New York, où il est acquis par le musée de Boston. La prédelle et les volets le rejoignent trois ans plus tard, Kauffmann les ayant offerts au musée en 1956 à la suite de l'intervention de Hanns Swarzenski.
Le triptyque a été restauré en 2000-2001.

## Comparaisons et attribution
Le triptyque présente de nombreux points communs avec deux œuvres de Bosch, l’Ecce Homo de Francfort (vers 1475-1485) pour le panneau central et l’Adoration des mages de Madrid (vers 1490-1500) pour l'intérieur des volets latéraux (paysage et personnage de saint Pierre). Les comparaisons ainsi permises démontrent la qualité indéniablement inférieure de l'exécution du triptyque de Boston, qui ne porte aucune trace d'une intervention directe du maître. 

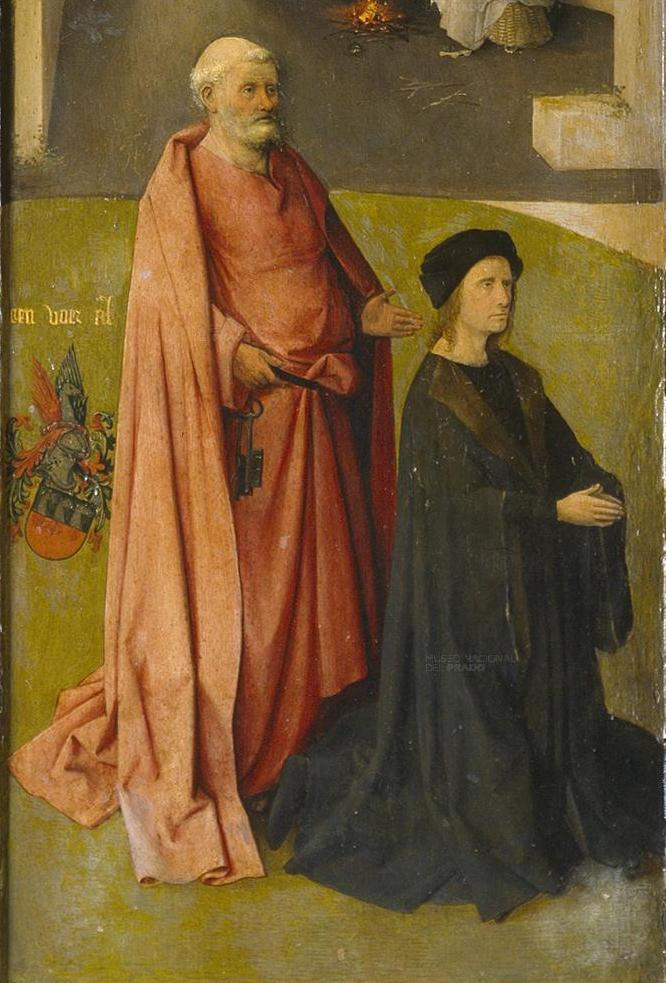
Donateur et saint Pierre (Madrid).
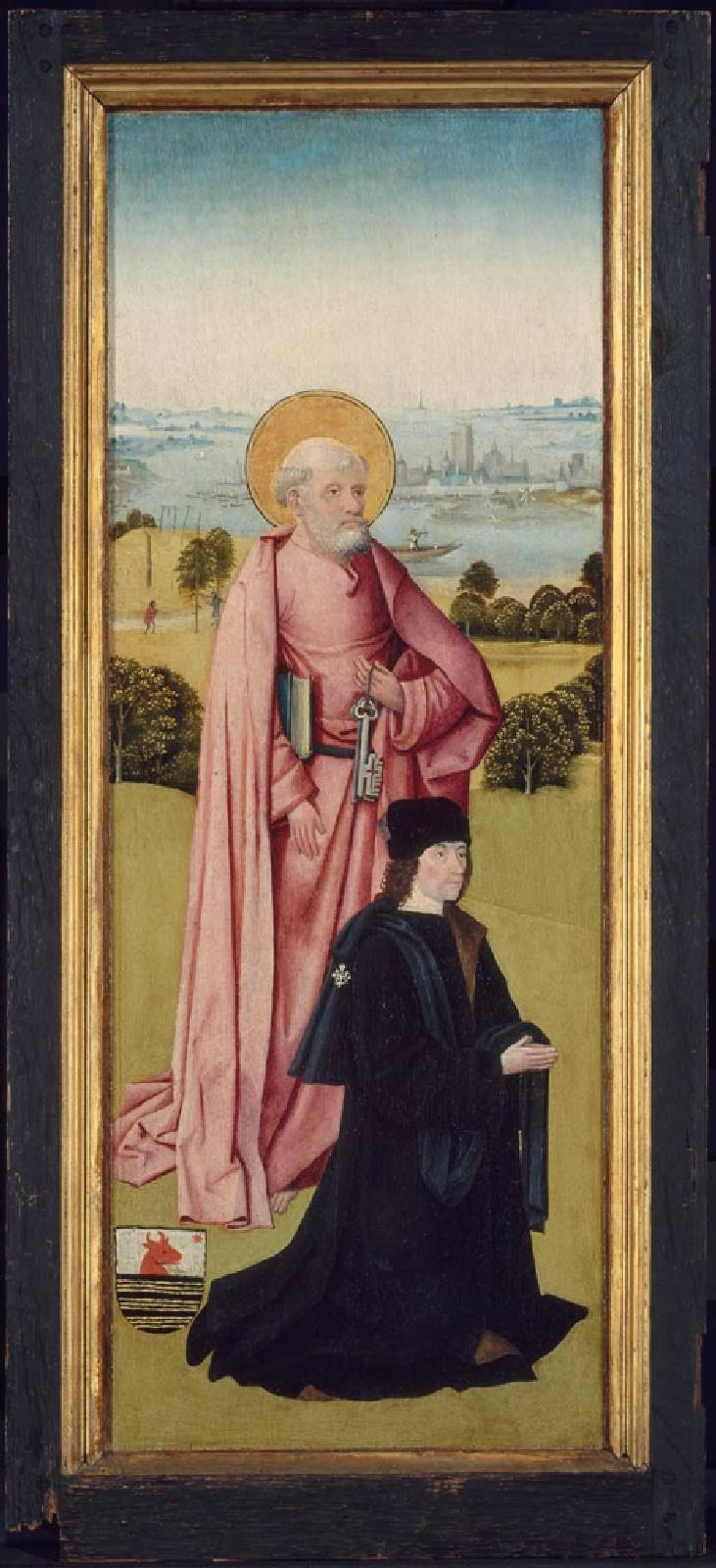
Donateur et saint Pierre (Boston).

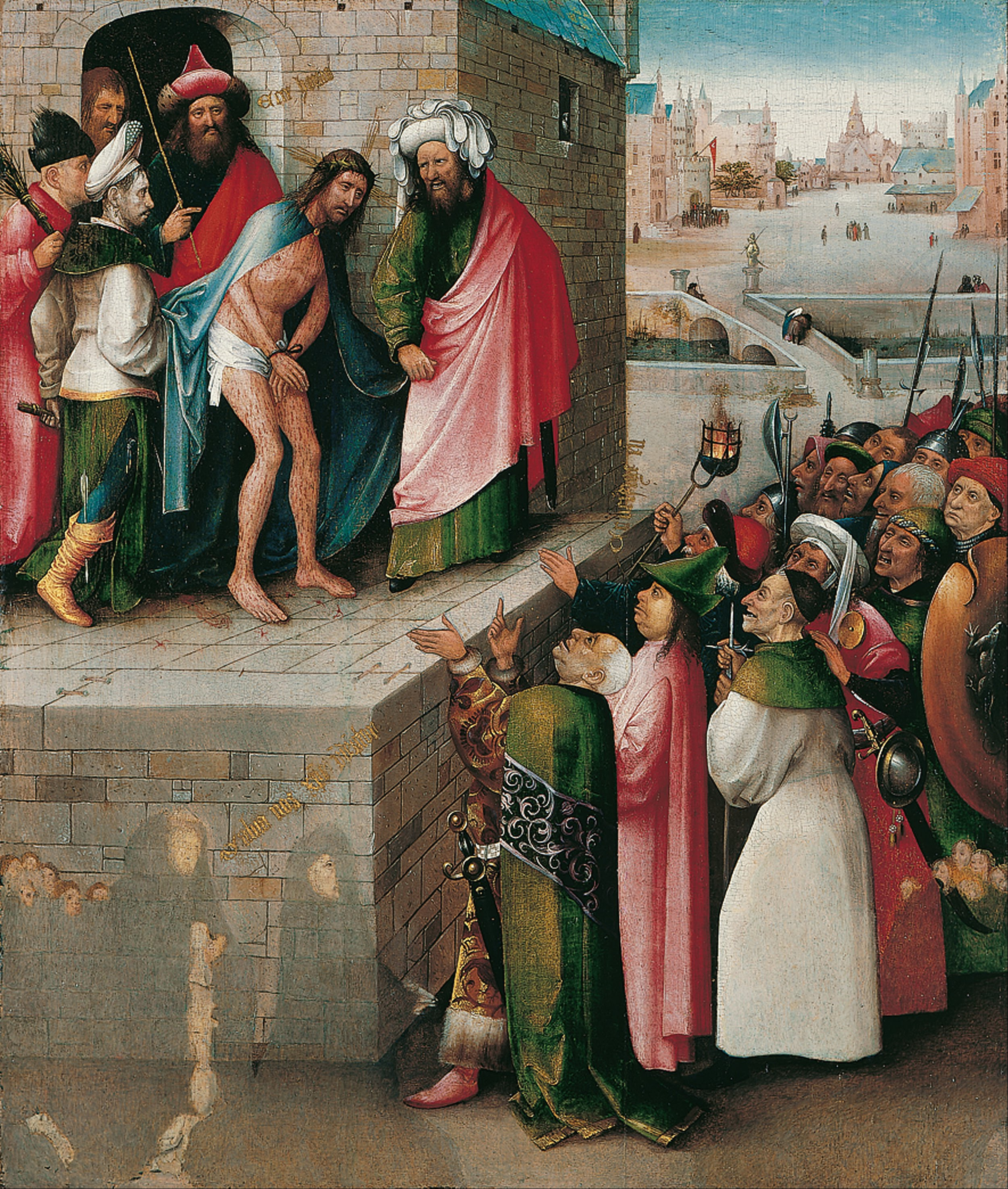
Ecce Homo (Francfort).
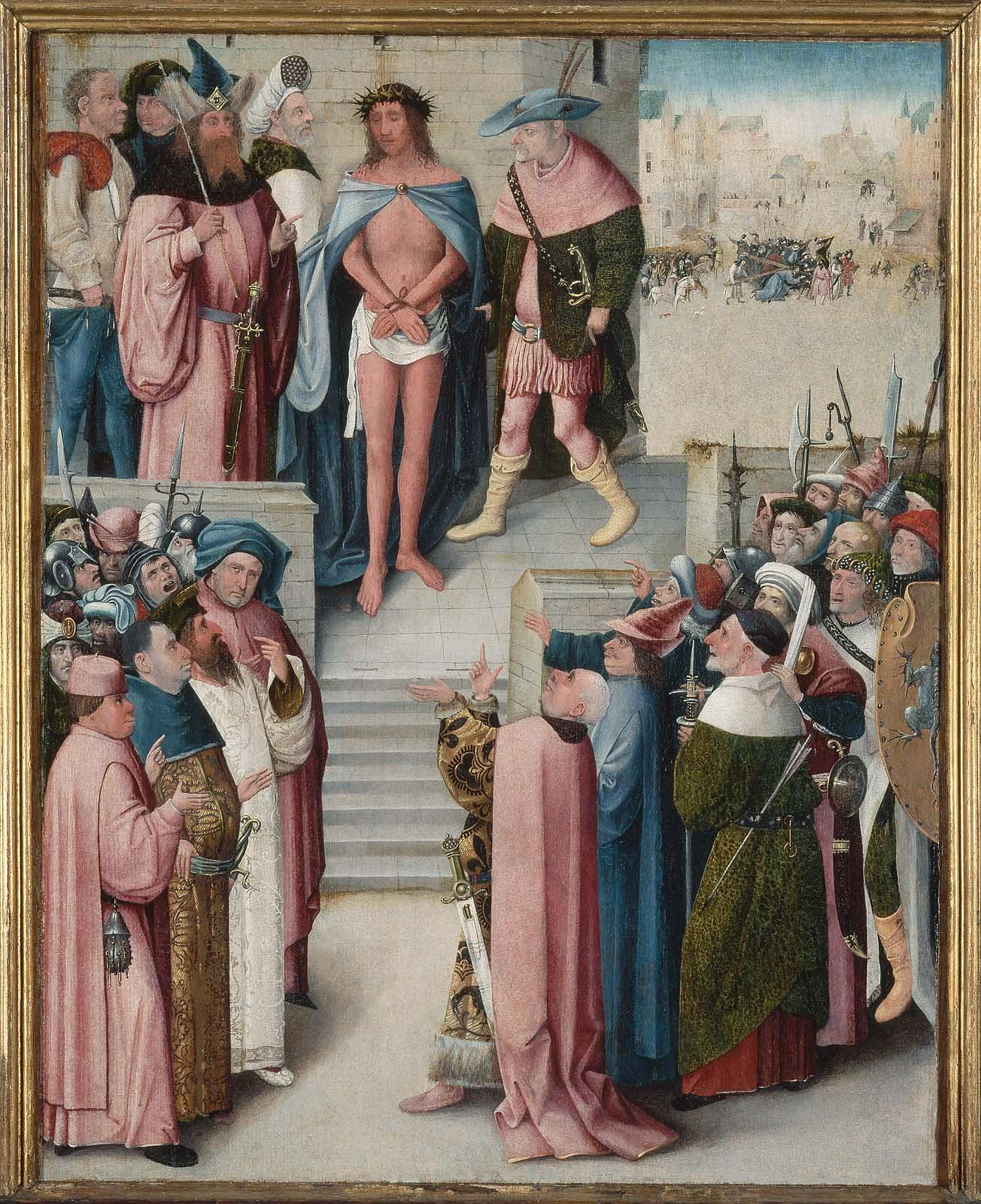
Ecce Homo (Boston).

C'est pourquoi le triptyque Ecce Homo, d'abord considéré comme une œuvre autographe par Hanns Swarzenski et Erwin Panofsky au moment de son entrée au musée de Boston (1955-1956), a été attribué à l'atelier de Bosch par Colin Eisler dès 1961. Cette opinion, appuyée par Charles de Tolnay (1965) et Mia Cinotti (1966), est partagée cinquante ans plus tard par Eric de Bruyn et les experts du BRCP, qui voient dans cette œuvre le travail de quatre peintres différents.